# Distrikt Rosaspata
Der Distrikt Rosaspata liegt in der Provinz Huancané in der Region Puno in Südost-Peru. Der Distrikt wurde am 24. Oktober 1876 gegründet. Er besitzt eine Fläche von 305 km². Beim Zensus 2017 wurden 4286 Einwohner gezählt. Im Jahr 1993 betrug die Einwohnerzahl 6740, im Jahr 2007 5637. Sitz der Distriktverwaltung ist die 3872 m hoch gelegene Ortschaft Rosaspata mit 506 Einwohnern (Stand 2017). Rosaspata befindet sich 25 km östlich der Provinzhauptstadt Huancané.

## Geographische Lage
Der Distrikt Rosaspata befindet sich im Andenhochland im Südosten der Provinz Huancané. Im Südwesten reicht der Distrikt bis 3 km an das Nordwestufer des Titicacasees heran. Das Areal wird nach Westen über den Río Tuyto (im Oberlauf auch Río Quellocarca und Río Osoca) zum Río Huancané entwässert.
Der Distrikt Rosaspata grenzt im Nordwesten und im Norden an den Distrikt Vilque Chico, im Nordosten an den Distrikt Cojata, im äußersten Osten an den Distrikt Huayrapata sowie im Süden an den Distrikt Moho (die beiden zuletzt genannten Distrikte gehören zur Provinz Moho).

## Ortschaften
Neben dem Hauptort gibt es folgende größere Ortschaften im Distrikt:
- Quello Quello
- Ticani Cariquita